# 渭南鼓楼
渭南鼓楼位于中国陕西省渭南市临渭区老城街，原渭南县城中心，今为渭南市军分区招待所大门。该建筑初建于隋大业九年（613年），明洪武间扩建县城时被改作为县署大门，嘉靖三十四年（1556年）毁于嘉靖大地震，次年重建，清康熙、同治年间及1957年、1993年均有维修。建筑下部为东西长26.8米、南北宽14.7米、高6.8米的砖台，中设拱券式门洞，南北两侧上额处分别题有“渭南县”和“具瞻”，南面两侧另刻“三秦要道、八省通衢”；上部为宽五丈、进深三丈的重檐歇山顶谯楼，底层环以庭柱28个。